# Innocent Emeghara
Innocent Emeghara (Lagos, Nigeria, 27 de mayo de 1989) es un exfutbolista suizo que jugaba de delantero.
Emeghara se caracterizó por su rapidez, movimientos ágiles, su gran capacidad física y su largo recorrido a pesar de su edad en el fútbol europeo.

## Carrera
Su primer club es el FC Zurich de la Swiss Super League, en donde debuta en su equipo B en la temporada 2006/07. En dicho club permanece hasta la temporada 2009/2010. En esta etapa juega 46 partidos, anotando 16 goles.
En el club suizo Winterthur juega la temporada 2009/2010, donde contabiliza 28 partidos partidos y anota 17 goles.
A la siguiente temporada, la 2010/2011, es traspasado al Grasshoppers de la Swiss Super League, donde logra consolidarse en la primera división suiza, jugando 33 partidos y logrando anotar 10 goles.
En la temporada 2011/2012, logra dar el salto a una liga de mayor nivel, específicamente la Ligue 1, siendo contratado por el Lorient, club de mediana de table en el fútbol francés. En este club, baja su participación en relación con su anterior club y logra jugar en una temporada y media 28 partidos, anotando 5 goles. En el mercado invernal, es cedido a préstamo a su actual club. 
En el mercado invernal de la temporada 2012/2013 es traspasado al Siena, club de la Serie A italiana, en donde automáticamente alcanza notoriedad dado su gran nivel, aportando goles (al Inter, la Lazio, y entre otros) y sumando puntos en la lucha por mantener la categoría por parte del cuadro de Toscana.
El 26 de julio de 2021 se retiró del fútbol profesional jugando para el club Winterthur de su país.

## Selección nacional
Jugó nueve partidos oficiales con la selección de Suiza. Además, jugó con la selección sub-21 y con la selección de su país en los Juegos Olímpicos de Londres 2012.

## Palmarés

### Títulos nacionales
| Título                     | Club          | País       | Año  |
| -------------------------- | ------------- | ---------- | ---- |
| Liga Premier de Azerbaiyán | Qarabağ F. K. | Azerbaiyán | 2015 |
| Copa de Azerbaiyán         | Qarabağ F. K. | Azerbaiyán | 2015 |
| Liga Premier de Azerbaiyán | Qarabağ F. K. | Azerbaiyán | 2019 |